# Habronattus ballatoris
Habronattus ballatoris là một loài nhện trong họ Salticidae.
Loài này thuộc chi Habronattus. Habronattus ballatoris được Griswold miêu tả năm 1987.